# 신약전서와 시편
신약전서와 시편(新約全書 - 詩篇)은 신약성서 27서와 구약성서의 시편을 모아 놓은 성서이다. 기독교의 교리에 대한 이해를 도와줌으로써 기초적인 신앙 생활을 할 수 있게 해 준다. 대한민국에서는 주로 국제 기드온 협회와 대한성서공회 등에서 출판·배포하며, 학생들이나 군종활동에 참여하고 있는 병 등에게 많이 배포된다. 또한, 휴대가 간편하도록 소위 ‘포켓성경’의 크기와 형태로 많이 만들어진다.

## 분량
신약성서는 27서가 모두 수록되어 있으며, 시편은 뒤쪽에 수록되어 있다. 또, 국제 기드온 협회 출판을 기준으로 아래와 같다.
- 신약성서 : 451페이지.
- 시편 : 114페이지. (페이지 번호가 1페이지부터 다시 시작된다.)

| 구 분       | 권별           | 장/편         | 페이지 범위 | 페이지 범위 | 페이지 범위 |
| 구 분       | 권별           | 장/편         | 첫          | 끝          | Pg수        |
| ----------- | -------------- | ------------- | ----------- | ----------- | ----------- |
| 신 약 성 서 | 마태복음       | 28장          | 1           | 57          | 57          |
| 신 약 성 서 | 마가복음       | 16장          | 58          | 93          | 36          |
| 신 약 성 서 | 누가복음       | 24장          | 94          | 154         | 61          |
| 신 약 성 서 | 요한복음       | 21장          | 155         | 202         | 48          |
| 신 약 성 서 | 사도행전       | 28장          | 203         | 258         | 56          |
| 신 약 성 서 | 로마서         | 16장          | 259         | 284         | 26          |
| 신 약 성 서 | 고린도전서     | 16장          | 285         | 309         | 25          |
| 신 약 성 서 | 고린도후서     | 13장          | 310         | 325         | 16          |
| 신 약 성 서 | 갈라디아서     | 6장           | 326         | 334         | 9           |
| 신 약 성 서 | 에베소서       | 6장           | 335         | 342         | 8           |
| 신 약 성 서 | 빌립보서       | 4장           | 343         | 348         | 6           |
| 신 약 성 서 | 골로새서       | 4장           | 349         | 354         | 6           |
| 신 약 성 서 | 데살로니가전서 | 5장           | 355         | 359         | 5           |
| 신 약 성 서 | 데살로니가후서 | 3장           | 360         | 362         | 3           |
| 신 약 성 서 | 디모데전서     | 6장           | 363         | 369         | 7           |
| 신 약 성 서 | 디모데후서     | 4장           | 370         | 374         | 5           |
| 신 약 성 서 | 디도서         | 3장           | 375         | 377         | 3           |
| 신 약 성 서 | 빌레몬서       | 1장           | 378         | 379         | 2           |
| 신 약 성 서 | 히브리서       | 13장          | 380         | 397         | 18          |
| 신 약 성 서 | 야고보서       | 5장           | 398         | 403         | 6           |
| 신 약 성 서 | 베드로전서     | 5장           | 404         | 410         | 7           |
| 신 약 성 서 | 베드로후서     | 3장           | 411         | 414         | 4           |
| 신 약 성 서 | 요한1서        | 5장           | 415         | 421         | 7           |
| 신 약 성 서 | 요한2서        | 1장           | 422         | 422         | 1           |
| 신 약 성 서 | 요한3서        | 1장           | 423         | 423         | 1           |
| 신 약 성 서 | 유다서         | 1장           | 424         | 425         | 2           |
| 신 약 성 서 | 요한계시록     | 22장          | 426         | 451         | 26          |
| 시 편       | 제1권          | 1편 ~ 41편    | 1           | 30          | 30          |
| 시 편       | 제2권          | 42편 ~ 72편   | 30          | 54          | 25          |
| 시 편       | 제3권          | 73편 ~ 89편   | 54          | 70          | 17          |
| 시 편       | 제4권          | 90편 ~ 106편  | 70          | 84          | 15          |
| 시 편       | 제5권          | 107편 ~ 150편 | 84          | 114         | 31          |